# Concacaf Nations League A 2024/2025
Concacaf Nations League A 2024/2025 var en fotbollslandslagsturnering som spelades mellan den 5 september och 15 oktober 2024 med slutspelet i mars 2025.

## Nationer
- Costa Rica
- Franska Guyana
- Guadeloupe
- Guatemala
- Guyana
- Honduras
- Jamaica
- Kanada
- Kuba
- Martinique
- Mexiko
- Nicaragua
- Panama
- Surinam
- Trinidad och Tobago
- USA

## Grupper

### Grupp A
| Nr | Lag        | S | V | O | F | GM | IM | MS | P |
| -- | ---------- | - | - | - | - | -- | -- | -- | - |
| 1  | Costa Rica | 4 | 2 | 2 | 0 | 7  | 1  | +6 | 8 |
| 2  | Surinam    | 4 | 2 | 1 | 1 | 9  | 4  | +5 | 7 |
| 3  | Guatemala  | 4 | 2 | 1 | 1 | 6  | 5  | +1 | 7 |
| 4  | Martinique | 4 | 1 | 2 | 1 | 4  | 5  | −1 | 5 |
| 5  | Guadeloupe | 4 | 1 | 1 | 2 | 1  | 4  | −3 | 4 |
| 6  | Guyana     | 4 | 0 | 1 | 3 | 5  | 13 | −8 | 1 |

|             | 5 september 2024 | Guyana                   | 1 – 3           | Surinam                                                          | Synthetic Track and Field Facility                      |                                                         |
| 16:00 UTC−4 | 16:00 UTC−4      | Omari Glasgow 43′ (str.) | (1 – 1) Rapport | 18′ Djevencio van der Kust 66′ Jaden Montnor 83′ Virgil Misidjan | Leonora Publik: 500 Domare: Christopher Mason (Jamaica) | Leonora Publik: 500 Domare: Christopher Mason (Jamaica) |
| 16:00 UTC−4 | 16:00 UTC−4      |                          |                 |                                                                  | Leonora Publik: 500 Domare: Christopher Mason (Jamaica) | Leonora Publik: 500 Domare: Christopher Mason (Jamaica) |
| 16:00 UTC−4 | 16:00 UTC−4      |                          |                 |                                                                  | Leonora Publik: 500 Domare: Christopher Mason (Jamaica) | Leonora Publik: 500 Domare: Christopher Mason (Jamaica) |

|             | 5 september 2024 | Costa Rica                                                 | 3 – 0           | Guadeloupe | Estadio Nacional                                     |                                                      |
| 18:00 UTC−6 | 18:00 UTC−6      | Francisco Calvo 50′ Ariel Lassiter 77′ Warren Madrigal 80′ | (0 – 0) Rapport |            | San José Publik: 7 542 Domare: Katia García (Mexiko) | San José Publik: 7 542 Domare: Katia García (Mexiko) |
| 18:00 UTC−6 | 18:00 UTC−6      |                                                            |                 |            | San José Publik: 7 542 Domare: Katia García (Mexiko) | San José Publik: 7 542 Domare: Katia García (Mexiko) |
| 18:00 UTC−6 | 18:00 UTC−6      |                                                            |                 |            | San José Publik: 7 542 Domare: Katia García (Mexiko) | San José Publik: 7 542 Domare: Katia García (Mexiko) |

|             | 5 september 2024 | Guatemala                                                              | 3 – 1           | Martinique      | Estadio Doroteo Guamuch Flores                                  |                                                                 |
| 20:00 UTC−6 | 20:00 UTC−6      | Rubio Rubín 3′ José Carlos Pinto 61′ (str.) José Carlos Martínez 90+5′ | (1 – 0) Rapport | 51′ Kevin Appin | Guatemala City Publik: 14 006 Domare: José Torres (Puerto Rico) | Guatemala City Publik: 14 006 Domare: José Torres (Puerto Rico) |
| 20:00 UTC−6 | 20:00 UTC−6      |                                                                        |                 |                 | Guatemala City Publik: 14 006 Domare: José Torres (Puerto Rico) | Guatemala City Publik: 14 006 Domare: José Torres (Puerto Rico) |
| 20:00 UTC−6 | 20:00 UTC−6      |                                                                        |                 |                 | Guatemala City Publik: 14 006 Domare: José Torres (Puerto Rico) | Guatemala City Publik: 14 006 Domare: José Torres (Puerto Rico) |

|             | 9 september 2024 | Guadeloupe          | 1 – 0           | Surinam | Stade Roger Zami                                     |                                                      |
| 16:00 UTC−4 | 16:00 UTC−4      | Jordan Leborgne 67′ | (0 – 0) Rapport |         | Le Gosier Publik: 1 850 Domare: Reon Radix (Grenada) | Le Gosier Publik: 1 850 Domare: Reon Radix (Grenada) |
| 16:00 UTC−4 | 16:00 UTC−4      |                     |                 |         | Le Gosier Publik: 1 850 Domare: Reon Radix (Grenada) | Le Gosier Publik: 1 850 Domare: Reon Radix (Grenada) |
| 16:00 UTC−4 | 16:00 UTC−4      |                     |                 |         | Le Gosier Publik: 1 850 Domare: Reon Radix (Grenada) | Le Gosier Publik: 1 850 Domare: Reon Radix (Grenada) |

|             | 9 september 2024 | Martinique                            | 2 – 2           | Guyana                | Stade Pierre-Aliker                                                      |                                                                          |
| 16:00 UTC−4 | 16:00 UTC−4      | Brighton Labeau 45+2′ Rudy Varane 86′ | (1 – 2) Rapport | 14′, 24′ Isaiah Jones | Fort-de-France Publik: 220 Domare: Kwinsi Williams (Trinidad och Tobago) | Fort-de-France Publik: 220 Domare: Kwinsi Williams (Trinidad och Tobago) |
| 16:00 UTC−4 | 16:00 UTC−4      |                                       |                 |                       | Fort-de-France Publik: 220 Domare: Kwinsi Williams (Trinidad och Tobago) | Fort-de-France Publik: 220 Domare: Kwinsi Williams (Trinidad och Tobago) |
| 16:00 UTC−4 | 16:00 UTC−4      |                                       |                 |                       | Fort-de-France Publik: 220 Domare: Kwinsi Williams (Trinidad och Tobago) | Fort-de-France Publik: 220 Domare: Kwinsi Williams (Trinidad och Tobago) |

|             | 9 september 2024 | Guatemala | 0 – 0   | Costa Rica | Estadio Doroteo Guamuch Flores                                 |                                                                |
| 20:00 UTC−6 | 20:00 UTC−6      |           | Rapport |            | Guatemala City Publik: 18 115 Domare: Daniel Quintero (Mexiko) | Guatemala City Publik: 18 115 Domare: Daniel Quintero (Mexiko) |
| 20:00 UTC−6 | 20:00 UTC−6      |           |         |            | Guatemala City Publik: 18 115 Domare: Daniel Quintero (Mexiko) | Guatemala City Publik: 18 115 Domare: Daniel Quintero (Mexiko) |
| 20:00 UTC−6 | 20:00 UTC−6      |           |         |            | Guatemala City Publik: 18 115 Domare: Daniel Quintero (Mexiko) | Guatemala City Publik: 18 115 Domare: Daniel Quintero (Mexiko) |

|             | 11 oktober 2024 | Guadeloupe | 0 – 1           | Martinique          | Stade Roger Zami                                        |                                                         |
| 16:00 UTC−4 | 16:00 UTC−4     |            | (0 – 0) Rapport | 86′ Brighton Labeau | Le Gosier Publik: 1 820 Domare: Selvin Brown (Honduras) | Le Gosier Publik: 1 820 Domare: Selvin Brown (Honduras) |
| 16:00 UTC−4 | 16:00 UTC−4     |            |                 |                     | Le Gosier Publik: 1 820 Domare: Selvin Brown (Honduras) | Le Gosier Publik: 1 820 Domare: Selvin Brown (Honduras) |
| 16:00 UTC−4 | 16:00 UTC−4     |            |                 |                     | Le Gosier Publik: 1 820 Domare: Selvin Brown (Honduras) | Le Gosier Publik: 1 820 Domare: Selvin Brown (Honduras) |

|             | 11 oktober 2024 | Surinam              | 1 – 1           | Costa Rica          | Dr. Ir. Franklin Essed Stadion                            |                                                           |
| 19:00 UTC−3 | 19:00 UTC−3     | Gleofilo Vlijter 34′ | (1 – 1) Rapport | 12′ Josimar Alcócer | Paramaribo Publik: 3 274 Domare: Adonai Escobedo (Mexiko) | Paramaribo Publik: 3 274 Domare: Adonai Escobedo (Mexiko) |
| 19:00 UTC−3 | 19:00 UTC−3     |                      |                 |                     | Paramaribo Publik: 3 274 Domare: Adonai Escobedo (Mexiko) | Paramaribo Publik: 3 274 Domare: Adonai Escobedo (Mexiko) |
| 19:00 UTC−3 | 19:00 UTC−3     |                      |                 |                     | Paramaribo Publik: 3 274 Domare: Adonai Escobedo (Mexiko) | Paramaribo Publik: 3 274 Domare: Adonai Escobedo (Mexiko) |

|             | 11 oktober 2024 | Guyana                   | 1 – 3           | Guatemala                                   | Synthetic Track and Field Facility                       |                                                          |
| 21:00 UTC−4 | 21:00 UTC−4     | Stephen Duke-McKenna 31′ | (1 – 1) Rapport | 17′, 68′ Oscar Santis 61′ Óscar Castellanos | Leonora Publik: 756 Domare: Ismael Cornejo (El Salvador) | Leonora Publik: 756 Domare: Ismael Cornejo (El Salvador) |
| 21:00 UTC−4 | 21:00 UTC−4     |                          |                 |                                             | Leonora Publik: 756 Domare: Ismael Cornejo (El Salvador) | Leonora Publik: 756 Domare: Ismael Cornejo (El Salvador) |
| 21:00 UTC−4 | 21:00 UTC−4     |                          |                 |                                             | Leonora Publik: 756 Domare: Ismael Cornejo (El Salvador) | Leonora Publik: 756 Domare: Ismael Cornejo (El Salvador) |

|             | 15 oktober 2024 | Costa Rica                                                | 3 – 0           | Guatemala | Estadio Nacional                                       |                                                        |
| 18:00 UTC−6 | 18:00 UTC−6     | Warren Madrigal 9′ Kenneth Vargas 38′ Francisco Calvo 72′ | (2 – 0) Rapport |           | San José Publik: 20 450 Domare: Joseph Dickerson (USA) | San José Publik: 20 450 Domare: Joseph Dickerson (USA) |
| 18:00 UTC−6 | 18:00 UTC−6     |                                                           |                 |           | San José Publik: 20 450 Domare: Joseph Dickerson (USA) | San José Publik: 20 450 Domare: Joseph Dickerson (USA) |
| 18:00 UTC−6 | 18:00 UTC−6     |                                                           |                 |           | San José Publik: 20 450 Domare: Joseph Dickerson (USA) | San José Publik: 20 450 Domare: Joseph Dickerson (USA) |

|             | 15 oktober 2024 | Martinique | 0 – 0   | Guadeloupe | Stade Roger Zami                                                          |                                                                           |
| 20:00 UTC−4 | 20:00 UTC−4     |            | Rapport |            | Le Gosier (Guadeloupe) Publik: 1 550 Domare: Pierre Luc Lauziere (Kanada) | Le Gosier (Guadeloupe) Publik: 1 550 Domare: Pierre Luc Lauziere (Kanada) |
| 20:00 UTC−4 | 20:00 UTC−4     |            |         |            | Le Gosier (Guadeloupe) Publik: 1 550 Domare: Pierre Luc Lauziere (Kanada) | Le Gosier (Guadeloupe) Publik: 1 550 Domare: Pierre Luc Lauziere (Kanada) |
| 20:00 UTC−4 | 20:00 UTC−4     |            |         |            | Le Gosier (Guadeloupe) Publik: 1 550 Domare: Pierre Luc Lauziere (Kanada) | Le Gosier (Guadeloupe) Publik: 1 550 Domare: Pierre Luc Lauziere (Kanada) |

|             | 15 oktober 2024 | Surinam                                                                             | 5 – 1           | Guyana          | Dr. Ir. Franklin Essed Stadion                           |                                                          |
| 21:00 UTC−3 | 21:00 UTC−3     | Sheraldo Becker 3′, 10′ Virgil Misidjan 33′ Denzel Jubitana 51′ Ridgeciano Haps 69′ | (3 – 1) Rapport | 13′ Jalen Jones | Paramaribo Publik: 3 274 Domare: Steffon Dewar (Jamaica) | Paramaribo Publik: 3 274 Domare: Steffon Dewar (Jamaica) |
| 21:00 UTC−3 | 21:00 UTC−3     |                                                                                     |                 |                 | Paramaribo Publik: 3 274 Domare: Steffon Dewar (Jamaica) | Paramaribo Publik: 3 274 Domare: Steffon Dewar (Jamaica) |
| 21:00 UTC−3 | 21:00 UTC−3     |                                                                                     |                 |                 | Paramaribo Publik: 3 274 Domare: Steffon Dewar (Jamaica) | Paramaribo Publik: 3 274 Domare: Steffon Dewar (Jamaica) |

### Grupp B
| Nr | Lag                 | S | V | O | F | GM | IM | MS | P |
| -- | ------------------- | - | - | - | - | -- | -- | -- | - |
| 1  | Jamaica             | 4 | 2 | 2 | 0 | 4  | 1  | +3 | 8 |
| 2  | Honduras            | 4 | 2 | 1 | 1 | 8  | 4  | +4 | 7 |
| 3  | Nicaragua           | 4 | 2 | 1 | 1 | 5  | 5  | 0  | 7 |
| 4  | Trinidad och Tobago | 4 | 1 | 2 | 1 | 5  | 7  | −2 | 5 |
| 5  | Kuba                | 4 | 0 | 3 | 1 | 4  | 6  | −2 | 3 |
| 6  | Franska Guyana      | 4 | 0 | 1 | 3 | 4  | 7  | −3 | 1 |

|             | 6 september 2024 | Franska Guyana | 0 – 1           | Nicaragua             | Stade Municipal Dr. Edmard Lama                            |                                                            |
| 16:00 UTC−3 | 16:00 UTC−3      |                | (0 – 0) Rapport | 90+5′ Widman Talavera | Remire-Montjoly Publik: 450 Domare: Julio Luna (Guatemala) | Remire-Montjoly Publik: 450 Domare: Julio Luna (Guatemala) |
| 16:00 UTC−3 | 16:00 UTC−3      |                |                 |                       | Remire-Montjoly Publik: 450 Domare: Julio Luna (Guatemala) | Remire-Montjoly Publik: 450 Domare: Julio Luna (Guatemala) |
| 16:00 UTC−3 | 16:00 UTC−3      |                |                 |                       | Remire-Montjoly Publik: 450 Domare: Julio Luna (Guatemala) | Remire-Montjoly Publik: 450 Domare: Julio Luna (Guatemala) |

|             | 6 september 2024 | Jamaica | 0 – 0   | Kuba | Independence Park                                               |                                                                 |
| 19:00 UTC−5 | 19:00 UTC−5      |         | Rapport |      | Kingston Publik: 9 900 Domare: Filiberto Martínez (El Salvador) | Kingston Publik: 9 900 Domare: Filiberto Martínez (El Salvador) |
| 19:00 UTC−5 | 19:00 UTC−5      |         |         |      | Kingston Publik: 9 900 Domare: Filiberto Martínez (El Salvador) | Kingston Publik: 9 900 Domare: Filiberto Martínez (El Salvador) |
| 19:00 UTC−5 | 19:00 UTC−5      |         |         |      | Kingston Publik: 9 900 Domare: Filiberto Martínez (El Salvador) | Kingston Publik: 9 900 Domare: Filiberto Martínez (El Salvador) |

|             | 6 september 2024 | Honduras                                                                    | 4 – 0           | Trinidad och Tobago | Estadio Nacional Chelato Uclés                     |                                                    |
| 20:00 UTC−6 | 20:00 UTC−6      | Alexander López 39′ Kervin Arriaga 45+2′ Edwin Rodríguez 54′ David Ruiz 86′ | (2 – 0) Rapport |                     | Tegucigalpa Publik: 7 481 Domare: Tori Penso (USA) | Tegucigalpa Publik: 7 481 Domare: Tori Penso (USA) |
| 20:00 UTC−6 | 20:00 UTC−6      |                                                                             |                 |                     | Tegucigalpa Publik: 7 481 Domare: Tori Penso (USA) | Tegucigalpa Publik: 7 481 Domare: Tori Penso (USA) |
| 20:00 UTC−6 | 20:00 UTC−6      |                                                                             |                 |                     | Tegucigalpa Publik: 7 481 Domare: Tori Penso (USA) | Tegucigalpa Publik: 7 481 Domare: Tori Penso (USA) |

|             | 10 september 2024 | Kuba                    | 1 – 1           | Nicaragua           | Estadio Antonio Maceo                                               |                                                                     |
| 16:00 UTC−4 | 16:00 UTC−4       | Karel Espino 42′ (str.) | (1 – 0) Rapport | 90+7′ Harold Medina | Santiago de Cuba Publik: 3 565 Domare: Pierre-Luc Lauzière (Kanada) | Santiago de Cuba Publik: 3 565 Domare: Pierre-Luc Lauzière (Kanada) |
| 16:00 UTC−4 | 16:00 UTC−4       |                         |                 |                     | Santiago de Cuba Publik: 3 565 Domare: Pierre-Luc Lauzière (Kanada) | Santiago de Cuba Publik: 3 565 Domare: Pierre-Luc Lauzière (Kanada) |
| 16:00 UTC−4 | 16:00 UTC−4       |                         |                 |                     | Santiago de Cuba Publik: 3 565 Domare: Pierre-Luc Lauzière (Kanada) | Santiago de Cuba Publik: 3 565 Domare: Pierre-Luc Lauzière (Kanada) |

|             | 10 september 2024 | Trinidad och Tobago | 0 – 0   | Franska Guyana | Dwight Yorke Stadium                                                    |                                                                         |
| 19:00 UTC−4 | 19:00 UTC−4       |                     | Rapport |                | Bacolet Publik: 2 100 Domare: Adonis Carrasco (Dominikanska republiken) | Bacolet Publik: 2 100 Domare: Adonis Carrasco (Dominikanska republiken) |
| 19:00 UTC−4 | 19:00 UTC−4       |                     |         |                | Bacolet Publik: 2 100 Domare: Adonis Carrasco (Dominikanska republiken) | Bacolet Publik: 2 100 Domare: Adonis Carrasco (Dominikanska republiken) |
| 19:00 UTC−4 | 19:00 UTC−4       |                     |         |                | Bacolet Publik: 2 100 Domare: Adonis Carrasco (Dominikanska republiken) | Bacolet Publik: 2 100 Domare: Adonis Carrasco (Dominikanska republiken) |

|             | 10 september 2024 | Honduras       | 1 – 2           | Jamaica                                               | Estadio Nacional Chelato Uclés              |                                             |
| 20:00 UTC−6 | 20:00 UTC−6       | David Ruiz 50′ | (0 – 0) Rapport | 49′ (sjm.) Denil Maldonado 76′ (str.) Michail Antonio | Tegucigalpa Domare: Víctor Cáceres (Mexiko) | Tegucigalpa Domare: Víctor Cáceres (Mexiko) |
| 20:00 UTC−6 | 20:00 UTC−6       |                |                 |                                                       | Tegucigalpa Domare: Víctor Cáceres (Mexiko) | Tegucigalpa Domare: Víctor Cáceres (Mexiko) |
| 20:00 UTC−6 | 20:00 UTC−6       |                |                 |                                                       | Tegucigalpa Domare: Víctor Cáceres (Mexiko) | Tegucigalpa Domare: Víctor Cáceres (Mexiko) |

|             | 10 oktober 2024 | Franska Guyana                      | 2 – 3           | Honduras                                                 | Stade Municipal Dr. Edmard Lama                         |                                                         |
| 16:00 UTC−3 | 16:00 UTC−3     | Raphaël Galas 56′ Jules Haabo 90+4′ | (0 – 1) Rapport | 45+1′ Anthony Lozano 67′ Deybi Flores 74′ Jorge Benguché | Remire-Montjoly Publik: 204 Domare: Lukasz Szpala (USA) | Remire-Montjoly Publik: 204 Domare: Lukasz Szpala (USA) |
| 16:00 UTC−3 | 16:00 UTC−3     |                                     |                 |                                                          | Remire-Montjoly Publik: 204 Domare: Lukasz Szpala (USA) | Remire-Montjoly Publik: 204 Domare: Lukasz Szpala (USA) |
| 16:00 UTC−3 | 16:00 UTC−3     |                                     |                 |                                                          | Remire-Montjoly Publik: 204 Domare: Lukasz Szpala (USA) | Remire-Montjoly Publik: 204 Domare: Lukasz Szpala (USA) |

|             | 10 oktober 2024 | Kuba                                       | 2 – 2           | Trinidad och Tobago                | Estadio Antonio Maceo                                           |                                                                 |
| 16:00 UTC−4 | 16:00 UTC−4     | Rey Ángel Rodríguez 64′ Aniel Casanova 75′ | (0 – 1) Rapport | 8′ Sheldon Bateau 70′ Joevin Jones | Santiago de Cuba Publik: 4 500 Domare: Sergio Reyna (Guatemala) | Santiago de Cuba Publik: 4 500 Domare: Sergio Reyna (Guatemala) |
| 16:00 UTC−4 | 16:00 UTC−4     |                                            |                 |                                    | Santiago de Cuba Publik: 4 500 Domare: Sergio Reyna (Guatemala) | Santiago de Cuba Publik: 4 500 Domare: Sergio Reyna (Guatemala) |
| 16:00 UTC−4 | 16:00 UTC−4     |                                            |                 |                                    | Santiago de Cuba Publik: 4 500 Domare: Sergio Reyna (Guatemala) | Santiago de Cuba Publik: 4 500 Domare: Sergio Reyna (Guatemala) |

|             | 10 oktober 2024 | Nicaragua | 0 – 2           | Jamaica                                       | Estadio Nacional de Fútbol                               |                                                          |
| 20:00 UTC−6 | 20:00 UTC−6     |           | (0 – 1) Rapport | 32′ (sjm.) Josué Quijano 69′ Romario Williams | Managua Publik: 16 630 Domare: Mario Escobar (Guatemala) | Managua Publik: 16 630 Domare: Mario Escobar (Guatemala) |
| 20:00 UTC−6 | 20:00 UTC−6     |           |                 |                                               | Managua Publik: 16 630 Domare: Mario Escobar (Guatemala) | Managua Publik: 16 630 Domare: Mario Escobar (Guatemala) |
| 20:00 UTC−6 | 20:00 UTC−6     |           |                 |                                               | Managua Publik: 16 630 Domare: Mario Escobar (Guatemala) | Managua Publik: 16 630 Domare: Mario Escobar (Guatemala) |

|             | 14 oktober 2024 | Jamaica | 0 – 0   | Honduras | Independence Park                                        |                                                          |
| 20:00 UTC−5 | 20:00 UTC−5     |         | Rapport |          | Kingston Publik: 11 263 Domare: Armando Villarreal (USA) | Kingston Publik: 11 263 Domare: Armando Villarreal (USA) |
| 20:00 UTC−5 | 20:00 UTC−5     |         |         |          | Kingston Publik: 11 263 Domare: Armando Villarreal (USA) | Kingston Publik: 11 263 Domare: Armando Villarreal (USA) |
| 20:00 UTC−5 | 20:00 UTC−5     |         |         |          | Kingston Publik: 11 263 Domare: Armando Villarreal (USA) | Kingston Publik: 11 263 Domare: Armando Villarreal (USA) |

|             | 14 oktober 2024 | Trinidad och Tobago                                | 3 – 1           | Kuba              | Dwight Yorke Stadium                                  |                                                       |
| 21:00 UTC−4 | 21:00 UTC−4     | Dantaye Gilbert 13′ Joevin Jones 28′ Real Gill 65′ | (2 – 0) Rapport | 62′ Yasniel Matos | Bacolet Publik: 3 543 Domare: Bryan López (Guatemala) | Bacolet Publik: 3 543 Domare: Bryan López (Guatemala) |
| 21:00 UTC−4 | 21:00 UTC−4     |                                                    |                 |                   | Bacolet Publik: 3 543 Domare: Bryan López (Guatemala) | Bacolet Publik: 3 543 Domare: Bryan López (Guatemala) |
| 21:00 UTC−4 | 21:00 UTC−4     |                                                    |                 |                   | Bacolet Publik: 3 543 Domare: Bryan López (Guatemala) | Bacolet Publik: 3 543 Domare: Bryan López (Guatemala) |

|             | 14 oktober 2024 | Nicaragua                                           | 3 – 2           | Franska Guyana                   | Estadio Nacional de Fútbol                               |                                                          |
| 19:00 UTC−6 | 19:00 UTC−6     | Jaime Moreno 54′ Juan Barrera 79′ Marvin Fletes 84′ | (0 – 1) Rapport | 16′ Ludovic Baal 62′ Jules Haabo | Managua Publik: 12 634 Domare: Iván Barton (El Salvador) | Managua Publik: 12 634 Domare: Iván Barton (El Salvador) |
| 19:00 UTC−6 | 19:00 UTC−6     |                                                     |                 |                                  | Managua Publik: 12 634 Domare: Iván Barton (El Salvador) | Managua Publik: 12 634 Domare: Iván Barton (El Salvador) |
| 19:00 UTC−6 | 19:00 UTC−6     |                                                     |                 |                                  | Managua Publik: 12 634 Domare: Iván Barton (El Salvador) | Managua Publik: 12 634 Domare: Iván Barton (El Salvador) |

## Slutspel

### Slutspelsträd
|  | Kvartsfinaler | Kvartsfinaler | Kvartsfinaler | Kvartsfinaler |        |        | Semifinaler | Semifinaler | Semifinaler | Semifinaler |   |   | Final | Final | Final | Final |
|  |               |               |               |               |        |        |             |             |             |             |   |   |       |       |       |       |
|  |               |               |               |               |        |        |             |             |             |             |   |   |       |       |       |       |
|  |               |               |               |               |        |        |             |             |             |             |   |   |       |       |       |       |
|  | Surinam       | 0             | 0             | 0             |        |        |             |             |             |             |   |   |       |       |       |       |
|  | Surinam       | 0             | 0             | 0             |        |        |             |             |             |             |   |   |       |       |       |       |
|  | Kanada        | 1             | 3             | 4             |        |        |             |             |             |             |   |   |       |       |       |       |
|  | Kanada        | 1             | 3             | 4             | Kanada | Kanada | Kanada      | 0           |             |             |   |   |       |       |       |       |
|  |               |               |               |               | Kanada | Kanada | Kanada      | 0           |             |             |   |   |       |       |       |       |
|  |               | Mexiko        | Mexiko        | Mexiko        | 2      |        |             |             |             |             |   |   |       |       |       |       |
|  | Honduras      | Mexiko        | Mexiko        | Mexiko        | 2      | 2      | 0           | 2           |             |             |   |   |       |       |       |       |
|  | Honduras      |               |               |               |        | 2      | 0           | 2           |             |             |   |   |       |       |       |       |
|  | Mexiko        | 0             | 4             | 4             |        |        |             |             |             |             |   |   |       |       |       |       |
|  | Mexiko        | 0             | 4             | 4             | Mexiko | Mexiko | Mexiko      | 2           |             |             |   |   |       |       |       |       |
|  |               |               |               |               | Mexiko | Mexiko | Mexiko      | 2           |             |             |   |   |       |       |       |       |
|  |               | Panama        | Panama        | Panama        | 1      |        |             |             |             |             |   |   |       |       |       |       |
|  | Jamaica       | Panama        | Panama        | Panama        | 1      | 0      | 2           | 2           |             |             |   |   |       |       |       |       |
|  | Jamaica       |               |               |               |        | 0      | 2           | 2           |             |             |   |   |       |       |       |       |
|  | USA           | 1             | 4             | 5             |        |        |             |             |             |             |   |   |       |       |       |       |
|  | USA           | 1             | 4             | 5             | USA    | USA    | USA         | 0           |             |             |   |   |       |       |       |       |
|  |               |               |               |               | USA    | USA    | USA         | 0           |             |             |   |   |       |       |       |       |
|  |               | Panama        | Panama        | Panama        | 1      |        | Bronsmatch  | Bronsmatch  | Bronsmatch  | Bronsmatch  |   |   |       |       |       |       |
|  | Costa Rica    | Panama        | Panama        | Panama        | 1      | 0      | Bronsmatch  | Bronsmatch  | Bronsmatch  | Bronsmatch  | 2 | 2 |       |       |       |       |
|  | Costa Rica    |               |               |               |        | 0      |             |             |             |             | 2 | 2 |       |       |       |       |
|  | Panama        | 1             | 2             | 3             |        |        |             |             |             |             |   |   |       |       |       |       |
|  | Panama        | 1             | 2             | 3             | Kanada | Kanada | Kanada      | 2           |             |             |   |   |       |       |       |       |
|  |               |               |               |               |        |        |             |             |             |             |   |   |       |       |       |       |
|  | USA           | USA           | USA           | 1             |        |        |             |             |             |             |   |   |       |       |       |       |
|  | USA           | USA           | USA           | 1             |        |        |             |             |             |             |   |   |       |       |       |       |

### Kvartsfinaler
| Kvartsfinaler – 8 deltagande landslag | Kvartsfinaler – 8 deltagande landslag | Kvartsfinaler – 8 deltagande landslag | Kvartsfinaler – 8 deltagande landslag | Kvartsfinaler – 8 deltagande landslag |
| ------------------------------------- | ------------------------------------- | ------------------------------------- | ------------------------------------- | ------------------------------------- |
| Lag 1                                 | Totalt                                | Lag 2                                 | Möte 1                                | Möte 2                                |
| Costa Rica                            | 2–3                                   | Panama                                | 0–1                                   | 2–2                                   |
| Jamaica                               | 2–5                                   | USA                                   | 0–1                                   | 2–4                                   |
| Surinam                               | 0–4                                   | Kanada                                | 0–1                                   | 0–3                                   |
| Honduras                              | 2–4                                   | Mexiko                                | 2–0                                   | 0–4                                   |

#### Costa Rica mot Panama
|             | 14 november 2024 | Costa Rica | 0 – 1           | Panama                  | Estadio Nacional                                         |                                                          |
| 20:00 UTC−6 | 20:00 UTC−6      |            | (0 – 0) Rapport | 66′ (str.) José Fajardo | San José Publik: 29 201 Domare: Saíd Martínez (Honduras) | San José Publik: 29 201 Domare: Saíd Martínez (Honduras) |
| 20:00 UTC−6 | 20:00 UTC−6      |            |                 |                         | San José Publik: 29 201 Domare: Saíd Martínez (Honduras) | San José Publik: 29 201 Domare: Saíd Martínez (Honduras) |
| 20:00 UTC−6 | 20:00 UTC−6      |            |                 |                         | San José Publik: 29 201 Domare: Saíd Martínez (Honduras) | San José Publik: 29 201 Domare: Saíd Martínez (Honduras) |

|             | 18 november 2024 | Panama                                       | 2 – 2           | Costa Rica                             | Estadio Rommel Fernández                                         |                                                                  |
| 21:00 UTC−5 | 21:00 UTC−5      | César Blackman 14′ José Luis Rodríguez 45+3′ | (2 – 1) Rapport | 24′ Alejandro Bran 73′ Alonso Martínez | Panama City Publik: 21 249 Domare: César Arturo Ramos (Honduras) | Panama City Publik: 21 249 Domare: César Arturo Ramos (Honduras) |
| 21:00 UTC−5 | 21:00 UTC−5      |                                              |                 |                                        | Panama City Publik: 21 249 Domare: César Arturo Ramos (Honduras) | Panama City Publik: 21 249 Domare: César Arturo Ramos (Honduras) |
| 21:00 UTC−5 | 21:00 UTC−5      |                                              |                 |                                        | Panama City Publik: 21 249 Domare: César Arturo Ramos (Honduras) | Panama City Publik: 21 249 Domare: César Arturo Ramos (Honduras) |

Panama avancerade till semifinal och kvalificerade sig för Gold cup 2025 med det ackumulerade slutresultatet 3–2. Costa Rica kvalificerade sig för kvalet till Gold Cup 2025.

#### Jamaica mot USA
|             | 14 november 2024 | Jamaica | 0 – 1           | USA             | Independence Park                                                  |                                                                    |
| 20:00 UTC−5 | 20:00 UTC−5      |         | (0 – 1) Rapport | 5′ Ricardo Pepi | Kingston Publik: 20 513 Domare: Juan Gabriel Calderón (Costa Rica) | Kingston Publik: 20 513 Domare: Juan Gabriel Calderón (Costa Rica) |
| 20:00 UTC−5 | 20:00 UTC−5      |         |                 |                 | Kingston Publik: 20 513 Domare: Juan Gabriel Calderón (Costa Rica) | Kingston Publik: 20 513 Domare: Juan Gabriel Calderón (Costa Rica) |
| 20:00 UTC−5 | 20:00 UTC−5      |         |                 |                 | Kingston Publik: 20 513 Domare: Juan Gabriel Calderón (Costa Rica) | Kingston Publik: 20 513 Domare: Juan Gabriel Calderón (Costa Rica) |

|             | 18 november 2024 | USA                                                                            | 4 – 2           | Jamaica               | Citypark                                                   |                                                            |
| 19:00 UTC−6 | 19:00 UTC−6      | Christian Pulisic 14′ Di'Shon Bernard 33′ (sjm.) Ricardo Pepi 42′ Tim Weah 56′ | (3 – 0) Rapport | 53′, 68′ Demarai Gray | St. Louis Publik: 21 080 Domare: Mario Escobar (Guatemala) | St. Louis Publik: 21 080 Domare: Mario Escobar (Guatemala) |
| 19:00 UTC−6 | 19:00 UTC−6      |                                                                                |                 |                       | St. Louis Publik: 21 080 Domare: Mario Escobar (Guatemala) | St. Louis Publik: 21 080 Domare: Mario Escobar (Guatemala) |
| 19:00 UTC−6 | 19:00 UTC−6      |                                                                                |                 |                       | St. Louis Publik: 21 080 Domare: Mario Escobar (Guatemala) | St. Louis Publik: 21 080 Domare: Mario Escobar (Guatemala) |

USA avancerade till semifinal och kvalificerade sig för Gold cup 2025 med det ackumulerade slutresultatet 5–2. Jamaica kvalificerade sig för kvalet till Gold Cup 2025.

#### Surinam mot Kanada
|             | 15 november 2024 | Surinam | 0 – 1           | Kanada             | Dr. Ir. Franklin Essed Stadion                           |                                                          |
| 20:30 UTC−3 | 20:30 UTC−3      |         | (0 – 0) Rapport | 82′ Junior Hoilett | Paramaribo Publik: 3 500 Domare: Oshane Nation (Jamaica) | Paramaribo Publik: 3 500 Domare: Oshane Nation (Jamaica) |
| 20:30 UTC−3 | 20:30 UTC−3      |         |                 |                    | Paramaribo Publik: 3 500 Domare: Oshane Nation (Jamaica) | Paramaribo Publik: 3 500 Domare: Oshane Nation (Jamaica) |
| 20:30 UTC−3 | 20:30 UTC−3      |         |                 |                    | Paramaribo Publik: 3 500 Domare: Oshane Nation (Jamaica) | Paramaribo Publik: 3 500 Domare: Oshane Nation (Jamaica) |

|             | 19 november 2024 | Kanada                                        | 3 – 0           | Surinam | BMO Field                                                  |                                                            |
| 19:30 UTC−5 | 19:30 UTC−5      | Jonathan David 23′ Jacob Shaffelburg 30′, 67′ | (2 – 0) Rapport |         | Toronto Publik: 13 239 Domare: Katia Itzel García (Mexiko) | Toronto Publik: 13 239 Domare: Katia Itzel García (Mexiko) |
| 19:30 UTC−5 | 19:30 UTC−5      |                                               |                 |         | Toronto Publik: 13 239 Domare: Katia Itzel García (Mexiko) | Toronto Publik: 13 239 Domare: Katia Itzel García (Mexiko) |
| 19:30 UTC−5 | 19:30 UTC−5      |                                               |                 |         | Toronto Publik: 13 239 Domare: Katia Itzel García (Mexiko) | Toronto Publik: 13 239 Domare: Katia Itzel García (Mexiko) |

Kanada avancerade till semifinal och kvalificerade sig för Gold cup 2025 med det ackumulerade slutresultatet 4–0. Surinam kvalificerade sig för kvalet till Gold Cup 2025.

#### Honduras mot Mexiko
|             | 15 november 2024 | Honduras            | 2 – 0           | Mexiko | Estadio Nacional Chelato Uclés                                          |                                                                         |
| 20:00 UTC−6 | 20:00 UTC−6      | Luis Palma 64′, 83′ | (0 – 0) Rapport |        | Tegucigalpa Publik: 12 866 Domare: Walter López Castellanos (Guatemala) | Tegucigalpa Publik: 12 866 Domare: Walter López Castellanos (Guatemala) |
| 20:00 UTC−6 | 20:00 UTC−6      |                     |                 |        | Tegucigalpa Publik: 12 866 Domare: Walter López Castellanos (Guatemala) | Tegucigalpa Publik: 12 866 Domare: Walter López Castellanos (Guatemala) |
| 20:00 UTC−6 | 20:00 UTC−6      |                     |                 |        | Tegucigalpa Publik: 12 866 Domare: Walter López Castellanos (Guatemala) | Tegucigalpa Publik: 12 866 Domare: Walter López Castellanos (Guatemala) |

|             | 19 november 2024 | Mexiko                                                            | 4 – 0           | Honduras | Estadio Nemesio Díez                                |                                                     |
| 20:30 UTC−6 | 20:30 UTC−6      | Raúl Jiménez 42′ Henry Martín 72′, 90+7′ (str.) Jorge Sánchez 85′ | (1 – 0) Rapport |          | Toluca Publik: 26 898 Domare: Drew Fischer (Kanada) | Toluca Publik: 26 898 Domare: Drew Fischer (Kanada) |
| 20:30 UTC−6 | 20:30 UTC−6      |                                                                   |                 |          | Toluca Publik: 26 898 Domare: Drew Fischer (Kanada) | Toluca Publik: 26 898 Domare: Drew Fischer (Kanada) |
| 20:30 UTC−6 | 20:30 UTC−6      |                                                                   |                 |          | Toluca Publik: 26 898 Domare: Drew Fischer (Kanada) | Toluca Publik: 26 898 Domare: Drew Fischer (Kanada) |

Mexiko avancerade till semifinal och kvalificerade sig för Gold cup 2025 med det ackumulerade slutresultatet 4–2. Honduras kvalificerade sig för kvalet till Gold Cup 2025.

### Semifinaler
|             | 20 mars 2025 | USA | 0 – 1           | Panama                 | Sofi Stadium                              |                                           |
| 16:00 UTC−7 | 16:00 UTC−7  |     | (0 – 0) Rapport | 90+4′ Cecilio Waterman | Inglewood Domare: Oshane Nation (Jamaica) | Inglewood Domare: Oshane Nation (Jamaica) |
| 16:00 UTC−7 | 16:00 UTC−7  |     |                 |                        | Inglewood Domare: Oshane Nation (Jamaica) | Inglewood Domare: Oshane Nation (Jamaica) |
| 16:00 UTC−7 | 16:00 UTC−7  |     |                 |                        | Inglewood Domare: Oshane Nation (Jamaica) | Inglewood Domare: Oshane Nation (Jamaica) |

|             | 20 mars 2025 | Kanada | 0 – 2           | Mexiko               | Sofi Stadium                                              |                                                           |
| 19:30 UTC−7 | 19:30 UTC−7  |        | (0 – 1) Rapport | 1′, 75′ Raúl Jiménez | Inglewood Publik: 50 295 Domare: Saíd Martínez (Honduras) | Inglewood Publik: 50 295 Domare: Saíd Martínez (Honduras) |
| 19:30 UTC−7 | 19:30 UTC−7  |        |                 |                      | Inglewood Publik: 50 295 Domare: Saíd Martínez (Honduras) | Inglewood Publik: 50 295 Domare: Saíd Martínez (Honduras) |
| 19:30 UTC−7 | 19:30 UTC−7  |        |                 |                      | Inglewood Publik: 50 295 Domare: Saíd Martínez (Honduras) | Inglewood Publik: 50 295 Domare: Saíd Martínez (Honduras) |

### Bronsmatch
|             | 23 mars 2025 | Kanada                           | 2 – 1           | USA                  | Sofi Stadium                                  |                                               |
| 15:00 UTC−7 | 15:00 UTC−7  | Oluwaseyi 27′ Jonathan David 59′ | (1 – 1) Rapport | 35′ Patrick Agyemang | Inglewood Domare: Katia Itzel García (Mexiko) | Inglewood Domare: Katia Itzel García (Mexiko) |
| 15:00 UTC−7 | 15:00 UTC−7  |                                  |                 |                      | Inglewood Domare: Katia Itzel García (Mexiko) | Inglewood Domare: Katia Itzel García (Mexiko) |
| 15:00 UTC−7 | 15:00 UTC−7  |                                  |                 |                      | Inglewood Domare: Katia Itzel García (Mexiko) | Inglewood Domare: Katia Itzel García (Mexiko) |

### Final
|             | 23 mars 2025 | Mexiko                        | 2 – 1           | Panama                              | Sofi Stadium                                               |                                                            |
| 18:30 UTC−7 | 18:30 UTC−7  | Raúl Jiménez 8′, 90+2′ (str.) | (1 – 1) Rapport | 45+2′ (str.) Adalberto Carrasquilla | Inglewood Publik: 68 212 Domare: Mario Escobar (Guatemala) | Inglewood Publik: 68 212 Domare: Mario Escobar (Guatemala) |
| 18:30 UTC−7 | 18:30 UTC−7  |                               |                 |                                     | Inglewood Publik: 68 212 Domare: Mario Escobar (Guatemala) | Inglewood Publik: 68 212 Domare: Mario Escobar (Guatemala) |
| 18:30 UTC−7 | 18:30 UTC−7  |                               |                 |                                     | Inglewood Publik: 68 212 Domare: Mario Escobar (Guatemala) | Inglewood Publik: 68 212 Domare: Mario Escobar (Guatemala) |